# Denville Hall
Denville Hall – dom emerytalny dla aktorów, mieszczący się w Northwood, w granicach administracyjnych London Borough of Hillingdon. Dom jest przeznaczony dla osób powyżej 70. roku życia i zapewnia mieszkanie, opiekę pielęgniarską, rekonwalescencję, opiekę nad rezydentami z demencją oraz nieuleczalnie chorymi, a także fizjoterapię. Dom oferuje pobyty krótko- i długoterminowe.

## Wybrani mieszkańcy
- Rose Hill[3]
- Carmen Silvera[4]
- Brenda Cowling
- Arnold Ridley
- Patsy Byrne[5]
- Peter Sallis[6]
- Richard Attenborough[7]
- Peter Hall[8]
- Andrew Sachs[9]
- Robert Hardy[10]